# Indische gazelle
De Indische gazelle (Gazella bennettii) ook wel chinkara is een zoogdier uit de familie van de holhoornigen (Bovidae). De wetenschappelijke naam van de soort werd voor het eerst geldig gepubliceerd door Sykes in 1831.

## Verspreiding & habitat
De soort komt voor in Afghanistan, Iran, India en Pakistan. Hij leeft hier in de droge grasland en woestijn gebieden, tussen en rond het lage droge struikgewas. In India bewonen ze ongeveer 80 beschermde natuurparken. Ze kunnen op hoogtes van wel 1.500 meter voorkomen (Pakistan). In 2001 leefden er nog 100.000 Indische gazelles in de Indiase wildernis, en sinds hun laatste IUCN-onderzoek in 2016 wordt de populatie rond de 80.000 dieren geschat. De Pakistaanse bevolking, neemt steeds verder af door jacht. 

## Kenmerken
Het is een kleine antilope soort die ongeveer 65 cm schofthoogte kan worden. Hij weegt zo'n 23 kg. Het dier heeft een soort roodbruin-achtige kleur vacht, de buik, hals en binnenkant van de poten zijn meer een witte kleur. Rondom de ogen is het ook wit, geaccentueerd met een kastanjebruine streep aan weerszijden. Hun staart heeft een zwarte kleur. Mannetjes en vrouwtjes hebben allebei 2 duidelijk geringde horens, die ongeveer 39 cm groot worden, de vrouwen hebben wel kortere horens. 

## Gedrag
Chinkara's zijn snelle en behendige dieren. Meestal zoeken ze 's nachts naar eten. Ze eten voornamelijk bladeren en grassen. Ze leven in kleine familie groepjes van maximaal 10 individuen. Deze gazelles soort is polygaam, dit betekend dat mannetjes meerdere partners hebben. Er zijn 2 broedseizoenen voor Indische gazelles, na het regenseizoen en na het lente seizoen. Na een draagtijd van ongeveer 5 tot 5,5 maand komt er een jong ter wereld, maar soms wordt er ook een tweeling geboren. Jonge dieren blijven ongeveer 12 maanden bij hun moeder, voordat ze zelf een partner gaan zoeken. 

## Bedreiging
Indische gazelles worden gezien als prooidieren voor Bengaalse tijgers, Indische panters en Perzische leeuwen, maar ook voor wolven, goudjakhalzen en verwilderde honden. 